# Harry Blackstaffe
Henry Thomas „Harry” Blackstaffe (ur. 28 lipca 1868 w Islington w Londynie, zm. 22 sierpnia 1951 w West Wickham w Londynie) – brytyjski wioślarz. Złoty medalista olimpijski z Londynu (1908).
Zawody w 1908 były jego jedynymi igrzyskami olimpijskimi. Medal wywalczył w jedynce. Na tych samych igrzyskach był sędzią podczas turnieju bokserskiego.